# پلیس مبارزه با مواد مخدر فراجا
پلیس مبارزه با مواد مخدر فراجا یکی از یگان‌های فرماندهی انتظامی جمهوری اسلامی ایران است، که وظیفه آن مبارزه با خرید و فروش مواد مخدر و کشف باندهای بزرگ تا خرده‌فروشان مواد مخدر است. رئیس پلیس مبارزه با مواد مخدر فراجا سرتیپ دوم ایرج کاکاوند و جانشین وی سرتیپ دوم نصرت‌الله برین است.

## یگان‌های تکاوری
- یگان تکاوی ۱۱۱ سراوان
- یگان تکاوری ۱۱۳ راور
- یگان تکاوری ۱۱۵ زهکلوت
- یگان تکاوری ۱۱۶ کهنوج
- یگان تکاوری ۱۱۹ ساغند
- یگان تکاوری ۱۲۲ تایباد
- یگان تکاوری ۱۲۴ نهبندان
- یگان تکاوری ۱۲۷ لار
- یگان تکاوری ۱۳۳ دیهوک
- یگان تکاوری ۱۱۴ بم
- یگان تکاوری ۱۴۴ کهنوج
- یگان تکاوری ۱۴۵ ماهان
- یگان تکاوری ۱۲۳ ورامین